# Záhorská Ves
Záhorská Ves és un poble i municipi d'Eslovàquia que es troba a la regió de Bratislava, a l'extrem occidental del país, prop de la frontera amb Àustria.

## Història
La primera menció escrita de la vila es remunta al 1557.

## Demografia
| Godina             | 1994 | 2004    | 2014    | 2024   |
| ------------------ | ---- | ------- | ------- | ------ |
| Nombre de persones | 1455 | 1625    | 1825    | 1882   |
| Diferència         |      | +11,68% | +12,30% | +3,12% |

| Godina             | 2023 | 2024   |
| ------------------ | ---- | ------ |
| Nombre de persones | 1854 | 1882   |
| Diferència         |      | +1,51% |

## Persones il·lustres
- Lucia Popp (1939-1993): soprano eslovaca